# Bibi la dévoreuse
Pour plus de détails, voir Fiche technique et Distribution.
Bibi la dévoreuse ou Bibi, confession d'une adolescente (Vild på sex) est un film érotique germano-suédo-suisse écrit et réalisé par Joseph W. Sarno, sorti en 1974. 

## Synopsis
Alors qu'elle passe ses vacances dans la maison de campagne de sa tante Toni, une adolescente prude de 16 ans, Bibi, découvre le plaisir saphique avec d'autres femmes...

## Fiche technique
- Titre original : Vild på sex
- Titre français : Bibi la dévoreuse
- Titre français alternatif : Bibi, confession d'une adolescente
- Réalisation et scénario : Joseph W. Sarno
- Montage : Gisela Gerlach et Monika Gussner
- Musique : Günter Möll
- Photographie : Peter Rohe
- Production : Chris D. Nebe
- Sociétés de production : Monarex et Saga Film AB
- Société de distribution : Premiär Film AB
- Pays d'origine :  Suède,  Suisse et  Allemagne de l'Ouest
- Langue originale : suédois
- Format : couleur
- Genre : érotique
- Durée : 90 minutes
- Dates de sortie : 
  -  Allemagne de l'Ouest : 10 mai 1974
  -  Suisse : 4 septembre 1974
  -  France : 5 février 1975

## Distribution
- Marie Forså : Bibi
- Nadia Henkowa : tante Toni
- Anke Syring : Greta
- Ines André
- Birgit Zamulo : Pauline
- Françoise Suehrer
- Peter Hamm : Peter
- Britt Corvin : Johanna
- Karin Lorson : Daniela
- Eleonore Leipert
- Marianne Dupont : Nora
- Alon D'Armand
- Kurt Meinicke (crédité comme Henrik Watson) : Thomas
- Stefan Stein : Rolf
- Christa Jaeger : Friederike
- Marc Edwards
- Josef Moosholzer (crédité comme Alois Moser) : Kant le voyeur
- Michel Jacot : Roland
- Gisela Krauss : Rena Walters